# Helopicus bogaloosa
Helopicus bogaloosa és una espècie d'insecte plecòpter pertanyent a la família dels perlòdids.

## Hàbitat
En el seu estadi immadur és aquàtic i viu a l'aigua dolça, mentre que com a adult és terrestre i volador.

## Distribució geogràfica
Es troba a Nord-amèrica: el sud-est dels Estats Units (Alabama, Florida, Geòrgia, Louisiana, Mississipi, Carolina del Nord i Carolina del Sud).

## Estat de conservació
Els seus principals problemes són les activitats agrícoles, la tala de boscos i les modificacions paisatgístiques.